# Santana Lopez
Santana Lopez es uno de los personajes principales de Glee. Se graduó de William McKinley High School. Fue miembro del equipo de las animadoras y del Club Glee. El personaje es interpretado por la actriz Naya Rivera, y ha aparecido en Glee desde su episodio piloto, primera emisión el 19 de mayo de 2009. Santana fue desarrollada por los creadores de Glee Ryan Murphy, Brad Falchuk e Ian Brennan. Introducida como un antagonista menor y una compañera de Quinn Fabray (Dianna Agron) en el primer episodio de Glee, el papel de Santana creció a lo largo de la primera temporada. En la segunda temporada, Rivera fue ascendida como miembro de reparto principal, y Santana recibió historias más destacadas, como el desarrollo de sus sentimientos románticos por su mejor amiga Brittany Pierce (Heather Morris) y la subsiguiente comprensión de que es lesbiana. Rivera, que ha apoyado vocalmente la historia de amor entre ella y el personaje de Morris, ha recibido numerosos elogios por su interpretación de Santana, así como por su trabajo vocal en numerosas canciones interpretadas como parte del club central de la serie, Nuevas Direcciones.
Rivera fue nominada en la categoría de Mejor actriz de reparto en los Imagen Awards, Rivera y sus coestrellas ganaron el Premio del Sindicato de Actores por una actuación extraordinaria de un conjunto en una serie de comedia.

## Argumento
Santana se presenta como una animadora popular en la preparatoria William McKinley. Santana y sus amigas, las porristas Quinn Fabray (Dianna Agron) y Brittany Pierce (Heather Morris), se unen al club de glee de la escuela, New Directions, porque Quinn quiere vigilar a su novio Finn Hudson (Cory Monteith); la entrenadora de porristas Sue Sylvester (Jane Lynch) luego les pide a las tres que la ayuden a destruir el club Glee desde adentro. Santana, inicialmente estuvo vinculada de manera romántica con el jugador de fútbol Noah "Puck" Puckerman (Mark Salling), pronto rompe con él por su mala calificación crediticia, aunque los dos tienen una relación de vez en cuando de nuevo en la segunda temporada del programa. Brittany también revela en un comentario imprevisto que ella y Santana se han acostado juntas. Cuando las dos son acusadas de darle a Sue la lista de New Directions para su primer concurso de coro de espectáculos, Santana se defiende y admite que ha venido a disfrutar participando en el club. Después de que Quinn es expulsada de la escuadra de porristas debido a su embarazo, Santana se hace cargo de la capitanía del equipo. A instancias de Sue, Santana y Brittany tienen una cita con Finn, que ahora es el cocapitán del club Glee. Santana toma su virginidad, aunque Finn inmediatamente lamenta haber dormido con ella. Cuando Puck sale brevemente con Mercedes Jones (Amber Riley), Santana está celosa y la confronta con un dúo agresivo de "The Boy Is Mine". Una confrontación similar, aunque completamente física, ocurre en la segunda temporada después de que Puck le canta una canción de amor a Lauren Zizes (Ashley Fink) frente al club Glee. 
En la segunda temporada, Santana es degradada de su posición como animadora principal cuando Quinn revela que tuvo implantes de senos durante el verano, lo que llevó a una pelea física entre los dos. Mientras lo hace, Brittany le sugiere a Santana que las dos canten "Come To My Window" de Melissa Etheridge para una competencia de dúo del club Glee. Alarmada, Santana afirma que solo estaba durmiendo con Brittany porque Puck no estaba disponible temporalmente. Brittany comienza a salir con el miembro del club Glee Artie Abrams (Kevin McHale), que despierta los celos de Santana. Ella abandona brevemente el club Glee con Brittany y Quinn cuando Sue les exige que elijan entre estar en el club Glee o ser porristas, pero Finn los convence de que reviertan su decisión y, en cambio, abandonan los Cheerios. Temporalmente sin un novio después de que Puck comienza a salir con Lauren, ella hace que Quinn y su novio Sam Evans (Chord Overstreet) terminen, y ella misma lo cita durante varias semanas. Enfrentada por Brittany acerca de sus sentimientos por ella, Santana confiesa que está enamorada de ella, pero teme que los estudiantes de McKinley la rechacen por estar en una relación con personas del mismo sexo, debido a lo que le sucedió a Kurt (Chris Colfer), quien es abiertamente Gay. Brittany dice que le corresponde su amor, pero como ella también ama a Artie, no romperá con él. Con la esperanza de convencer a Brittany de dejar a Artie y estar con ella, Santana corre para la reina del baile de la escuela. Ella chantajea a Jock y al matón de Kurt, Dave Karofsky (Max Adler) para que se convierta en su compañero para el baile, y también para iniciar una campaña contra el acoso escolar para lograr que Kurt se transfiera de nuevo, ya que solo dejó a McKinley para ir a la Academia de Dalton para un ambiente escolar seguro porque Karofsky había amenazado con matarlo. Él gana rey del baile, pero Santana no es nombrada reina; en cambio, es Kurt. Brittany la consuela y la anima a abrazar su verdadera identidad.
En la tercera temporada, Santana y Brittany se unen a los Cheerios, y Sue nombra a la cocapitana de Santana junto con Becky Jackson (Lauren Potter). Santana es desterrada brevemente de New Directions por deslealtad, y aunque pronto se le permite regresar, se va otra vez para unirse a Mercedes en un club de glee de chicas recién formado, los Troubletones, y convence a Brittany, que ahora es su novia, para que venga. con ella. En "Mash Off", Santana lleva la creciente rivalidad entre los clubes a un nuevo nivel al acosar a Finn y Rory. Cuando su supuesta disculpa a Finn se convierte en otra corriente de insultos, él la acusa de ser una cobarde por demoler a otras personas porque no puede admitir que está enamorada de Brittany, ellos son escuchados por otros estudiantes y el lesbianismo ahora revelado de Santana se usa en un anuncio de "ataque" contra Sue por uno de sus oponentes en la campaña electoral del Congreso. Aunque se advierte a Santana antes de que se publique el anuncio, sin embargo, se siente devastada por haber sido divulgada públicamente: pues aún no había dicho nada a su familia. Ella lo hace, y mientras sus padres aceptan su declaración, su abuela (Ivonne Coll) se ofende de que Santana haya hecho pública su sexualidad, dejando a Santana desconsolada. [19] Después de abofetear a Finn por haberla expuesto, le pidieron disculpas, mientras que Finn no tuvo repercusiones por lo que causó la bofetada. Las Troubletones son derrotadas por New Directions en Sectionals, y Quinn convence a Santana, Brittany y Mercedes para que regresen a New Directions, habiendo dispuesto que se les garantice un número de Troubletones en todas las competiciones futuras. Cuando el director Figgins le dice a Santana y a Brittany en "Heart" que dejen de besarse públicamente en la escuela porque recibió quejas, a pesar de no imponer la misma prohibición a las parejas heterosexuales, Santana está enojada y usa el evento de recaudación de fondos del God Squad-valentine para hacer un punto, contratándolos para entregar un valentine de amor a Brittany. New Directions compite en los Regionales, y con la ayuda del número de Troubletones con Santana, Brittany y Mercedes, el club gana. En el final de la temporada, después de que New Directions ganara los Nacionales en Chicago, la madre de Santana (Gloria Estefan) le escribe un cheque para que pueda cumplir sus sueños en Nueva York si realmente lo desea.
Al comienzo de la sexta temporada, Santana, Brittany y el resto de los exalumnos del Club Glee regresan a McKinley High School en Homecoming. Junto con Quinn y Brittany, ella interpreta "Problems" de Ariana Grande en un intento de reclutar a las porristas para que se unan a las renovadas Nuevas Direcciones, que actualmente Rachel está reviviendo. Su intento fue desanimado por Kitty, la actual capitana de Cheerios y un exmiembro del club Glee que está amargado con los exalumnos. Santana logra persuadir a dos porristas mellizos para que hagan una audición. Ella también interpreta "Take On Me" y "Home" con los exalumnos de la escuela. En Jagged Little Tapestry, Santana y los exalumnos se quedan una semana más para ayudar a Rachel a reclutar para New Directions. Después de una dulce presentación de "Hand In My Pocket"/"I Feel the Earth Move" con Brittany, Santana le propone casarse y Brittany acepta. Sin embargo, Kurt no está de acuerdo con su decisión, pero Santana lo insulta al decirle que Blaine rompió su propuesta porque Kurt es raro. Santana y Brittany luego regresan a What The World Needs Now para lidiar con la abuela de Santana, Alma, con quien ella no ha hablado desde que le dijo que es lesbiana. Brittany toma el asunto en sus propias manos e intenta invitar a Alma a la boda, pero el prejuicio de Alma es demasiado fuerte y ella rechaza su compromiso, y Brittany le dice que no lo haga. Más tarde, los New Directions los colocarán en un intento de ser invitados a su próxima boda. Ella y Brittany se casaron en una ceremonia doble con Kurt y Blaine, porque Brittany lo quería así, en el octavo episodio A Wedding. Antes de la ceremonia, Sue llega con Alma, a quien ha ayudado a darse cuenta de que, si bien no cree que las mujeres deban casarse entre sí, la familia es lo más importante, lo que hace que ella y Santana se reconcilien. Santana y Brittany regresan brevemente en el final de la serie "Dreams Come True" para una última actuación con el resto del elenco Glee.

## Desarrollo

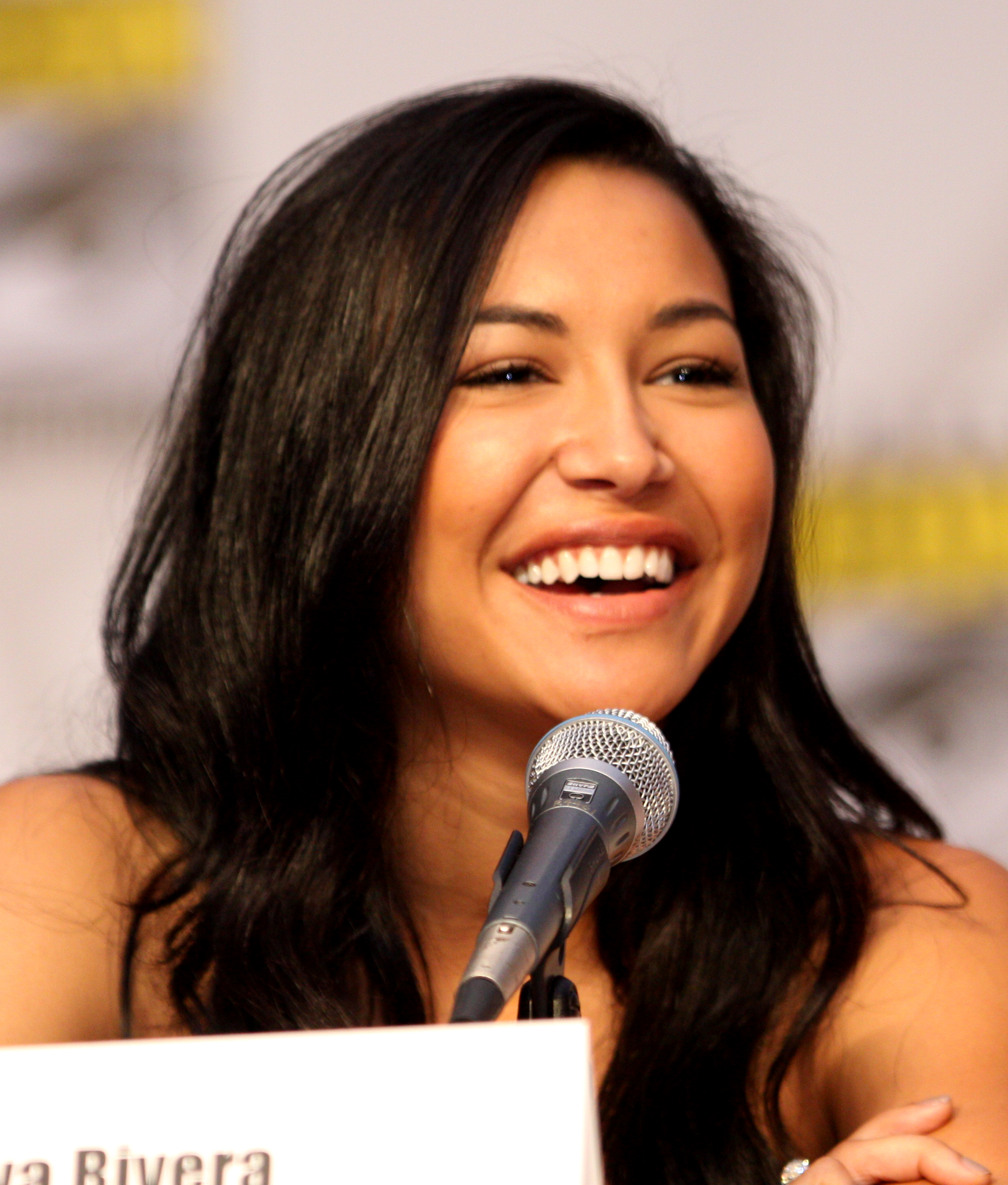
En el transcurso de la serie, Santana (Rivera, en la foto) comienza a luchar con su identidad sexual..

Antes de su casting en Glee, Naya Rivera había hecho numerosas apariciones en pequeños papeles en populares programas de televisión en horario estelar. En el casting de Glee, el creador de la serie Ryan Murphy buscó actores que pudieran identificarse con la idea de protagonizar papeles teatrales. Los actores de audición sin experiencia teatral debían demostrar que podían cantar y bailar, además de actuar. Rivera se basó en su propia experiencia de la escuela secundaria de impopularidad para prepararse para el papel, así como ver películas como Mean Girls para "realmente entrar en la zona y sentirse como un malvado Sophomore".  Ella ha descrito a Santana como "tu animadora típica de la escuela secundaria, en su mayor parte", explicando: "Ella es realmente mala y ama a los niños. Ella es muy ingeniosa, así que me encanta interpretarla". Ella ha caracterizado a Santana como "una chica mala" que es "realmente sórdida y siempre tiene estas frases realmente ingeniosas que arroja por ahí". Rivera disfruta el hecho de que Santana es competitiva y testaruda, ya que ella misma comparte esos rasgos, pero no le gusta la mala racha de Santana.  Hizo una audición para el papel, ya que le encanta cantar, bailar y actuar, y nunca antes había tenido la oportunidad de combinar las tres habilidades en un solo proyecto. Encuentra el ritmo del programa como un reto, especialmente el baile, y comentó en junio de 2009 que su momento más memorable para Glee fue interpretar la pieza de audición del club de júbilo de Cheerios, "I Say a Little Prayer". Santana tuvo un papel más destacado en los últimos nueve episodios de la primera temporada de Glee.  Rivera comentó: "Santana ha estado causando estragos entre los novios de la gente, los bebés y los maestros de la gente; ella es el terror de la escuela secundaria y seguirá siendo la villana". Aunque Santana sigue pasando por encima de otros para obtener lo que quiere, muestra momentos de compasión y lealtad hacia el club Glee.
después de "Sexy", Santana admite sus sentimientos románticos por Brittany, ve a Santana aceptar su orientación sexual. Falchuk describe a Santana, a partir de este punto, como habiendo salido internamente para sí misma, pero temiendo salir con sus compañeros. "Santana es una lesbiana. Puede que aún no esté lista para salir, pero sí lo está". A mediados de la tercera temporada, Santana está con sus compañeros y en una relación pública y romántica con Brittany.

## Recepción
Por su papel en «Sexy», Santana ha sido aclamada por la crítica. Sandra González de Entertainment Weekly se sorprendió un poco por la historia, al observar que Santana no había sido descrita anteriormente como «tan seria y vulnerable», pero disfrutó de la profundidad que le brindó a su personaje. Ella y James Poniewozik de Time elogiaron la actuación de Rivera, y González la calificó de «desgarradora y perfecta". Poniewozik no encontró repentina la revelación de Santana; quedó impresionado de que el episodio haya encontrado «patetismo y desamor» en un acoplamiento que antes se trataba con humor. Todd VanDerWerff de The A.V Club lo consideró la mejor historia del episodio, diciendo que era casi la única razón por la que el episodio recibió una «B». Llamó a la escena en la que Santana confesó sus sentimientos por Brittany como uno de los mejores momentos de la temporada. Patrick Burns, de The Atlantic, se mostró complacido de que la historia fuera «tratada con una ternura real», algo que generalmente faltaba en la televisión, y Brown, aunque no estaban convencidos de que la sexualidad conflictiva de Santana explicara adecuadamente su personalidad áspera, elogió la serie por «explorar» algunos de los aspectos más complicados de la sexualidad adolescente, escribiendo que «Glee hace un trabajo admirable al tratar de incluir a todos».
En la parte final del episodio «Mash Off», «Rumor Has It»/«Someone like You», fue aclamado como su punto culminante principal. El escritor del Wall Street Journal, Raymund Flandez, describió las voces de Rivera como «electrizantes» y «brillante». La colaboradora de Rolling Stone, Erica Futterman, escribió que la actuación fue una de las mejores secuencias de Glee: «Mercedes y Santana clavan sus voces y la canción combina grandes pistas de uno de los álbumes más grandes del año». El editor de Billboard, Rae Votta, lo calificó como la mejor actuación desde la versión del elenco de «Don't Stop Believin» en la final de la temporada uno, «Journey to Regionals», y declaró: "Las voces poderosas de Naya Rivera y el fuerte arreglo aún contienen el golpe emocional que Glee estaba apuntando».  Jen Chaney de The Washington Post otorgó a la secuencia una calificación de «A +»: «Dada la importancia emocional que plantea la salida de Santana, que ocurrió en la escena antes de esta presentación, y el hecho de que marcó la actuación musical número 300 de la serie, este popurrí de las dos canciones de Adele,"Rumor Has It" y "Someone Like You", fue "todo lo más poderoso"». Brian Moyler de Gawker afirmó que el número era «la perfección» y dijo: «Es por eso que veo a Glee. Es simplemente brillante desde el primer toque de Mercedes hasta las instantáneas del ritmo y la coreografía con las chicas caminando en círculo y haciendo poco». Le susurra a Santana que trae lágrimas a mis ojos cantando "Someone Like You" como si fuera la última canción que cantará en su maldita vida». Melissa Duko, de Cinema Blend, dijo que el programa «salió del molde» y agregó que era su actuación favorita de la temporada. El corresponsal de TVLine Michael Slezak le dio al número un «A +» y escribió: «Nadie puede igualar por completo a Adele haciendo a Adele, y aun así, Naya Rivera y Amber Riley de alguna manera hicieron de la suma de este popurrí una cantidad digna igual a las gloriosas piezas originales de la cantante».